# Mysmenopsis archeri
Espèce
Mysmenopsis archeri est une espèce d'araignées aranéomorphes de la famille des Mysmenidae.

## Distribution
Cette espèce est endémique de l'État de Rio de Janeiro au Brésil,.

## Description
Le mâle holotype mesure 1,12 mm et la femelle paratype 1,21 mm.

## Étymologie
Cette espèce est nommée en l'honneur d'Allan Frost Archer.

## Publication originale
- Platnick & Shadab, 1978 : A review of the spider genus Mysmenopsis (Araneae, Mysmenidae). American Museum Novitates, no 2661, p. 1-22 (texte intégral).